# Довге (Східницька селищна громада)
До́вге — село Східницької селищної громади Дрогобицького району Львівської області, України. Населення за переписом 2001 року становило 768 осіб. По даним 2020 року становило 634 особи.

## Географія
Село розкинулось по обидва береги річки Стрий. Неподалік від села (на південний схід), на потоці Лазний, розташований водоспад Лазний.
Село розташоване в долині, яку оточують гори: Брегова, Небесної Сотні (890 м), Голиня (Щавина), Хащовата та інші.

## Символіка
Герб нагадує гору Коньова. Встановлений на її вершині хрест виходить у верхньому золотому полі, а в нижньому зображено срібного коня зі золотою гривою. Хрест є символом відродження села, його оберегом перед лихом. Кінь асоціюється із назвою гори, а також є втіленням свободи.

## Пам'ятки
У селі є дві дерев'яні церкви: Введення в храм Пресвятої Богородиці та Преображення Господнього (св. Миколая).

## Персоналії
На цвинтарі біля церкви Преображення Господнього похований видатний художник Корнило Устиянович.